# Automobile Club de Monaco

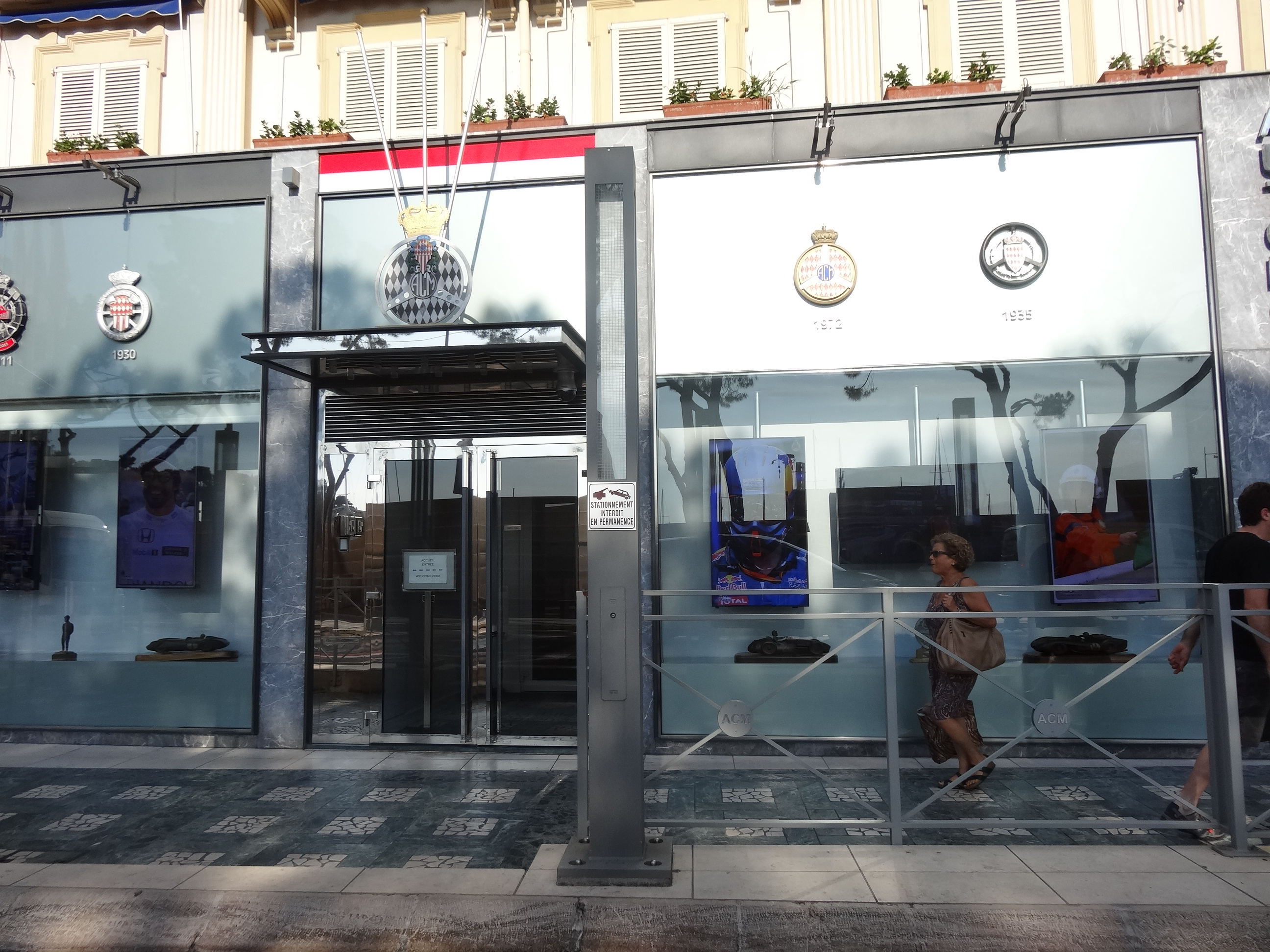
Automobile Club de Monaco

Pour les articles homonymes, voir Automobile Club et ACM.
L'Automobile Club de Monaco ou ACM est un club automobile basé à Monaco surtout connu pour l'organisation du Grand Prix de Monaco et du Rallye Monte-Carlo. Il organise aussi d'autres épreuves telles que le Rallye Monte-Carlo Historique et le Rallye Monte-Carlo des véhicules à énergies alternatives.

## Histoire
L'association, à l'époque une association de cyclistes, est fondée le 26 août 1890 avec le nom Sport Vélocipédique Monégasque.
Le 28 août 1907, la SVM change de nom pour Sport Automobile et Vélocipédique de Monaco ou SAVM. Alexandre Noghès, Trésorier Général des Finances de la Principauté, est nommé président en 1909.
En 1911, la SAVM organise le premier Rallye Monte-Carlo.
De 1922 à 1930, la SAVM organise la Course de côte de la Mi-Corniche.
Le 29 mars 1925, elle change à nouveau de nom pour devenir l'Automobile Club de Monaco.
Le 14 avril 1929 se court le 1er Grand Prix de Monaco.